# Susanne Czech-Winkelmann

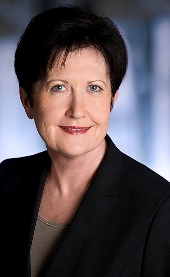
Susanne Czech-Winkelmann (2011)

Susanne Czech-Winkelmann (in den 1980er Jahren: Susanne Czech-Steinborn) ist eine deutsche Ökonomin. Sie ist Professorin für Vertriebsmanagement, International Sales Management und Marketing an der Wiesbaden Business School (WBS), dem Fachbereich für Betriebswirtschaftslehre der Hochschule RheinMain in Wiesbaden. Dort leitet sie außerdem gemeinsam mit Bettina Fischer das im Jahr 2008 gegründeten Research Center Nation Branding.

## Leben und Wirken
Susanne Czech-Winkelmann absolvierte ihr Abitur am Main-Taunus-Gymnasium in Hofheim. Nach einer kaufmännischen Lehre bei der damaligen Hoechst AG, Frankfurt folgte das Studium der Betriebswirtschaftslehre mit den Schwerpunkten Marketing und Psychologie an der Johannes Gutenberg-Universität in Mainz und der Wirtschaftshochschule Mannheim. Danach promovierte sie 1982 berufsbegleitend an der Johannes Gutenberg-Universität, Mainz zum Thema „Selbstmedikation für Arzneimittel“.
In den darauf folgenden Jahren war Czech-Winkelmann unter anderem als Geschäftsführerin im Marketing- und Vertriebsmanagement tätig. Berufspraktische Erfahrungen sammelte sie vor allem in den Branchen OTC-Arzneimittel, Kosmetik und Lebensmittel sowohl bei internationalen amerikanischen Unternehmen wie Wick Pharma / Procter & Gamble und Much/American Home Products als auch in deutschen Unternehmensgruppen wie Fribad und Milupa.
1997 übernahm Czech-Winkelmann eine Professur für Vertriebsmanagement/International Sales Management und Marketing an der Wiesbaden Business School (WBS) der Hochschule Rheinmain. Darüber hinaus ist sie als Beraterin und Gutachterin im Konsumgüter- und Industriegüterbereich tätig.
Zur Förderung von studentischen Projekten ist Czech-Winkelmann zusammen mit Bettina Fischer engagiert in dem Beratungsunternehmen The Unexpected Company, einem Geschäftsbereich der SIMPEQ UG.
Czech-Winkelmann ist Vorstandsmitglied der Betriebswirtschaftlichen Gesellschaft Wiesbaden (BGW), deren Ziel die Förderung der praxisorientierten betriebswirtschaftlichen Wissenschaft durch eigene Forschungsvorhaben in Zusammenarbeit mit der Wiesbaden Business School (WBS) ist. Zudem ist Czech-Winkelmann Autorin zahlreicher wissenschaftlicher Publikationen und Sachbücher im Themenbereich ihrer Forschungsschwerpunkte Vertriebsmanagement, Shopper- und Trade-Marketing, ECR sowie International Business und Nation Branding.

## Werke und Veröffentlichungen
- Czech-Winkelmann, Susanne: Der neue Weg zum Kunden – Vom Trade-Marketing zum Shopper-Marketing, Deutscher Fachverlag, Frankfurt 2011, 384 Seiten
- Czech-Winkelmann, Susanne: Lexikon Sortimentspolitik – Gestaltung, Schnittstellen, Management, Kennzahlen. Erschienen in der Reihe: Enzyklopädie des Handels, Deutscher Fachverlag, Frankfurt 2010, 228 Seiten
- Czech-Winkelmann, Susanne: Von Shopper Insights zu betriebswirtschaftlichen Erfolgskennziffern. In: Greif zu und kauf mich – Move people to buy more, Hrsg.: STI Group, Lauterbach, Deutscher Fachverlag 2010, S. 166–176
- Czech-Winkelmann, Susanne/ Kopsch, Anke: Handbuch International Business – Strategie, Praxis, Fallbeispiele. Dr. Erich Schmidt Verlag, Berlin (464 S.), September 2008, weitere Informationen unter: www.ESV.info/9783503110926
- Czech-Winkelmann, Susanne: Think Tank: Mensch im Mittelpunkt. In: Managementkompass „Mobiler Vertrieb“, Hrsg. von F.A.Z.-Institut für Management-, Markt- und Medieninformationen GmbH, Frankfurt und Steria Mummert Consulting AG, Hamburg 2006, S. 8–10
- Czech-Winkelmann, Susanne: Paradigmenwechsel bei Medizinprodukten: Heute Patient – morgen Kunde. In: VDI Nachrichten, Ausgabe Medizintechnik, III/2005, S. 13
- Czech-Winkelmann, Susanne: Balanceakt Außendienst. In: compass, hrsg. von PTV, Planung, Transport, Verkehr AG, 2. Ausg. 2005, S. 5–6
- Czech-Winkelmann, Susanne: Studienbaustein: Vertrieb – Kundenorientierte Konzeption und Steuerung. Cornelsen Verlag, 2003
- Czech-Winkelmann, Susanne: Planung im Vertrieb. In Pepels, Werner (Hrsg.):Handbuch Vertrieb, Hanser Verlag, 2002 S. 51–66
- Czech-Winkelmann, Susanne: Trademarketing für Konsumgüter. In: Pepels, Werner (Hrsg.): Handbuch Vertrieb, Hanser Verlag 2002, S. 555–571
- Czech-Winkelmann, Susanne: Trade-Marketing – Konzepte, Instrumente, Organisationsgestaltung und Management. Cornelsen Verlag 2002 (320 S.)
- Czech-Winkelmann, Susanne: Vorverkauf bei indirektem Absatz, in: Pepels, Werner (Hrsg.): Launch – Die Produkteinführung,  Kohlhammer Verlag, 2001. S. 209–226
- Czech-Winkelmann, Susanne: Der Vertrieb von Industriegütern, In: Pepels, Werner(Hrsg.): Marketing-Management für Ingenieure und Informatiker, Fortis Verlag, 2000. S. 109–123
- Cranz, Hubertus/ Czech-Steinborn, Susanne/ Frey, Hans/ Reese, Karl-Heinz (1982): Selbstmedikation, eine Standortbestimmung. Verlag Schmidt & Klaunig, Kiel
- Czech-Steinborn, Susanne: Der Markt für Selbstmedikationsmittel als Gegenstand absatzpolitischer Bemühungen der Hersteller von Selbstmedikationsmitteln. Dissertation zum Dr. rer. pol., Universität Mainz, Erstreferent: Prof. Dr. Joachim Knoth, Zweitreferent: Prof. Dr. Klaus Backhaus (1982)